# Skalka (Góry Kremnickie)
Skalka (pol. Skałka; 1232 m n.p.m.) – jeden z najwyższych szczytów w grupie górskiej Gór Kremnickich w Centralnych Karpatach Zachodnich na Słowacji. W przeszłości znany pod nazwą Suchá hora.

## Położenie i ukształtowanie
Skałka leży w południowej części tzw. Grzbietu Flochowej (słow. Flochovský chrbát), w głównym grzbiecie Gór Kremnickich, stanowiącym wododział między dorzeczami Hronu i Turca. Na szczycie Skałki wododział ten, biegnący z północy, skręca ku zachodowi.
Od południa masyw Skałki ogranicza płytka Przełęcz Bystrzycka (1190 m n.p.m.), natomiast od północy niewiele głębsza Przełęcz Tunel. Stoki wschodnie góry są strome, mocno rozczłonkowane i całkowicie zalesione. Odwadniają je źródłowe cieki Tajowskiego Potoku. Stoki zachodnie - łagodne i rozległe, przechodzą we wspomniany wyżej grzbiet wododziałowy biegnący ku zachodowi. Szereg polan i dawnych wyrębów zajmują tu dziś obiekty kompleksu turystyczno-rekreacyjnego i narciarskiego "Skalka".
Masyw Skałki budują młodotrzeciorzędowe skały wulkaniczne: andezyty oraz tufy i zlepieńce powstałe z ich piroklastyki. W partiach szczytowych góry widoczne są na powierzchni zgrupowania formacji skalnych w postaci ścian, filarów i uskoków. Procesy erozyjne i ruchy grawitacyjne wytworzyły tu szereg rozpadlin skalnych i niewielkich jaskiń, których głębokość sięga ok. 8 m, a długość nie przekracza 16 m. Jaskinie te noszą nazwę Jánošíkovy diery.
Tuż na zachód od wierzchołka wznosi się potężny maszt nadajnika telewizyjnego Suchá hora (wysokość 312 m).

## Turystyka
Szczyt Skałki oferuje dobre, rozległe widoki. Przez szczyt biegnie czerwono znakowany szlak turystyczny:
- na przełęcz Tunel 25 min (z powrotem 30 min);
- na Przełęcz Bystrzycką 15 min (z powrotem 15 min).

Pod szczytem Skałki, na jego zachodnich stokach opadających ku Kremnicy, znajduje się kompleks sportowo-wypoczynkowy "Skalka", w skład którego wchodzi kilka starszych hoteli górskich, nowy zespół rekreacyjny z hotelem sportowym i krytą pływalnią oraz stadion zimowy. Kompleks wykorzystywany jest głównie zimą, jako jeden z największych na Słowacji ośrodków narciarstwa biegowego. Umożliwia to rozległa sieć narciarskich tras biegowych, obejmująca znaczną część Gór Kremnickich.